# Stefan Effenberg
Stefan Effenberg (Hamburg, 2 augustus 1968) is een Duits voormalig voetballer.

## Carrière
In 1991 maakte Effenberg zijn debuut in Die Mannschaft. Dat was in de EK-kwalificatiewedstrijd in Cardiff tegen Wales op 5 juni, toen hij door bondscoach Berti Vogts na 74 minuten het veld werd ingestuurd als vervanger van Matthias Sammer. Regerend wereldkampioen Duitsland verloor dat duel overigens met 1-0 door een treffer van aanvaller Ian Rush.
Aan Effenbergs interlandcarrière kwam abrupt een einde, toen hij in 1994 zijn middelvinger opstak naar Duitse fans tijdens het WK voetbal in de Verenigde Staten.
In 1998 maake hij wel zijn comeback in het Duitse elftal, maar na een matige wedstrijd tegen Roemenië hield Effenberg het voor gezien. In totaal speelde hij 35 interlands voor de Duitse nationale ploeg.
In juli 2001 kwam hij in het nieuws, omdat hij een boete van € 204.000 moest betalen, wegens mishandeling van een vrouw om een gereserveerd tafeltje in een restaurant.
Hij was van oktober 2015 tot maart 2016 hoofdcoach van SC Paderborn 07, zijn eerste club in een dergelijke functie.

## Clubs
- 1987 - 1990: Borussia Mönchengladbach
- 1990 - 1992: Bayern München
- 1992 - 1994: AC Fiorentina
- 1994 - 1998: Borussia Mönchengladbach
- 1998 - 2002: Bayern München
- 2002 - 2003: VfL Wolfsburg
- 2003 - 2004: Al-Arabi

## Erelijst
Borussia Mönchengladbach
- DFB-Pokal

1995
 Bayern München
- UEFA Champions League

2001